# Johnson Uniplane
Der Johnson Uniplane war ein Kreisflügler des US-amerikanischen Konstrukteurs Richard Burton Johnson (1907–2006).

## Geschichte
Johnson interessierte sich seit seiner Kindheit für Luftfahrt und entwickelte die Idee eines Luftfahrzeugs, das STOL bzw. VTOL-Eigenschaften besitzen sollte. Dazu belegte er 1931 Abendkurse an der Curtiss–Wright Aeronautical University.
Einen ersten Entwurf nannte Johnson Centricopter. Dieser hatte eine kreisrunde Tragfläche mit zentral angeordnetem Ausschnitt, unter dem ein Triebwerk mit Propeller angeordnet werden sollte. Bei geeigneter Form der Tragflächenoberseite sollte der Propeller über dem Flügel einen Unterdruck, und damit Auftrieb erzeugen. Er erkannte allerdings schnell, dass der Leistungsbedarf eines solchen „Hubtriebwerks“ für eine praktische Anwendung viel zu groß sein würde. Er überarbeitete sein Konzept und meldete seine Erfindung am 12. August 1931 beim US Patent Office an. Der Entwurf wurde vom National Advisory Committee for Aeronautics (NACA) begutachtet und am 8. November 1932 wurde Johnson das Patent für einen Circular Flying Wing (Deutsch: Kreisförmiger Nurflügler) erteilt.
Aufgrund der Weltwirtschaftskrise war jedoch kein Flugzeughersteller bereit, das Risiko für die den Bau eines Prototyps zu übernehmen. Johnson beschloss daher, das Flugzeug im Eigenbau herzustellen und begann mit der Konstruktion auf dem Chicagoer Grundstück seiner Eltern in der Wabash Avenue.
Der Rumpf bestand aus einem Heath-Motorflugzeug, das Fahrwerk aus einer ausrangierten Monocoupe. Als Antrieb diente ein gebrauchter Motorradmotor mit einer Nennleistung von 41 PS, die er allerdings aufgrund seines Alters nicht mehr erreichte.
Mit dem von Johnson Uniplane genannten Fluggerät absolvierte Johnson bis 1936 rund einhundert Flüge, teilweise über Strecken von sechs bis 12 Kilometern mit einer Flughöhe von rund 100 Metern. Dabei kam es mehreren Unfällen, bei denen Johnson nicht oder nur leicht verletzt wurde. Die Unfälle waren, soweit bekannt, auf die schwache Motorleistung zurückführen.
1936 gab Johnson weitere Versuche auf, da er aufgrund der Unfälle keine Mittel des Departement of Commerce zur Weiterentwicklung des Uniplanes beantragen konnte. Der Uniplane wurde zur Begleichung der Hangarmiete verkauft. Das Endschicksal ist unbekannt; vermutlich wurde es verschrottet.
Johnson wurde später Mitglied der World Federalist Party und vertrat pazifistische Ideen. Dafür wurde er 1942 zu einer zweijährigen Haftstrafe verurteilt. Danach zog er nach Sonoma, Kalifornien, wo er eine Tankstelle betrieb. Er warb weiterhin für die WFP und wohnte nach der Berentung bis zu seinem Tode im ebenfalls in Sonoma befindlichen DeAnza Moon Valley Mobile Home Park.

## Technische Daten
| Kenngröße                           | Daten                                                                    |
| ----------------------------------- | ------------------------------------------------------------------------ |
| Besatzung                           | 1                                                                        |
| Länge (entspricht max. Flügeltiefe) | 4,88 m                                                                   |
| Spannweite                          | 4,27 m                                                                   |
| Flügelfläche                        | 16,7 m² (Profil: M6)                                                     |
| Flügelstreckung                     | 1,1                                                                      |
| Startmasse                          | 295 kg                                                                   |
| Antrieb                             | 1 × Church Marathon J-3, Vierzylindermotor, Nennleistung 41 PS (30,5 kW) |